# 219e division d'infanterie (Empire allemand)
Pour les articles homonymes, voir 219e division d'infanterie.
La 219e division d'infanterie est une unité de l'armée allemande créée en 1916 qui participe à la Première Guerre mondiale. Elle occupe des secteurs de front en Lorraine, puis dans les Flandres. En octobre, la division est transférée sur le front de l'Est et occupe un secteur dans les environs de Riga. Elle fait partie des troupes qui occupent les pays baltes durant l'année 1918, avant son envoi en octobre sur le front serbe pour renforcer ce dernier. Après la signature de l'Armistice, la division est transportée en Allemagne et dissoute au cours de l'année 1919.

## Première Guerre mondiale

### Composition

#### 1917
- 47e brigade d'ersatz

101e régiment d'infanterie de réserve
431e régiment d'infanterie
100e régiment de landwehr
- 4e escadron du 19e régiment de hussards (de)
- 45e régiment d'ersatz d'artillerie de campagne
- 254e compagnie de pionniers

#### 1918
- 47e brigade d'ersatz

101e régiment d'infanterie de réserve
431e régiment d'infanterie
391e régiment d'infanterie
- 4e escadron du 19e régiment de hussards
- 45e régiment d'ersatz d'artillerie de campagne
- 205e bataillon de pionniers

### Historique
La division est formée en Lorraine, elle est composée du 431e régiment d'infanterie issu des surplus de plusieurs régiments saxons, du 101e régiment d'infanterie de réserve issu de la 23e division de réserve et du 100e régiment de landwehr issu de la 19e division de remplacement.

#### 1917
- février - 10 juin : occupation d'un secteur du front en Lorraine vers Blâmont, puis vers Leintrey et Badonviller.
- 10 juin - 8 juillet : retrait du front, repos.
- 8 juillet - 30 septembre : transport par VF dans les Flandres, relève de la 79e division de réserve (en) au nord de La Bassée[1]. Durant cette période, la division est réorganisée, elle échange avec la 47e division de Landwehr (de) le 100e régiment de landwehr par le 391e régiment d'infanterie[1].
- 1er - 8 octobre : retrait du front, transport par VF sur le front de l'est.
- 9 octobre - 7 décembre : occupation d'un secteur du front vers Riga le long de la Daugava[1].
- 7 décembre 1917 - 18 février 1918 : la division reste sur ses positions en attente des résultats du cessez-le-feu avec les autorités russes.

#### 1918
- 18 février - 4 mars : la division reprend le combat pour occuper la Livonie et l'Estonie.
- 4 mars - 30 septembre : opération de contrôle et de pacification en Livonie et en Estonie[2].
- 1er - 29 octobre : transport par VF sur le front des Balkans, renforcement de l'armée de Mackensen en Macédoine et en Serbie[2].
- 30 octobre - 2 novembre : repli derrière la Save et le Danube.
- à partir du 2 novembre : le groupe d'armée Mackensen est localisé en Hongrie. Après la signature de l'armistice, la division est rapatriée en Allemagne où elle est dissoute au cours de l'année 1919.

## Chefs de corps
| Grade        | Nom                    | Date                               |
| ------------ | ---------------------- | ---------------------------------- |
| Generalmajor | Alfred von Kotsch (de) | 1er janvier 1917 - 14 janvier 1919 |